# Pinirampus pirinampu
El piranambú (Pinirampus pirinampu) es una especie de pez de la familia Pimelodidae en el orden de los Siluriformes.

## Morfología
Los machos pueden llegar alcanzar los 120 cm de longitud total y 7680 g de peso.

## Alimentación
Come animales  bentónicos.

## Hábitat
Es un pez de agua dulce y de clima tropical (22 °C-28 °C).

## Distribución geográfica
Se encuentran en Sudamérica:  cuencas de los ríos  Amazonas,  Esequibo, Orinoco y  Paraná.